# Lettere copernicane
Le Lettere copernicane sono quattro lettere scritte da Galileo Galilei fra il 1613 e il 1615 destinate a diverse autorità dell'epoca: Benedetto Castelli, Pietro Dini e Cristina di Lorena, nelle quali cerca di far concordare la sua visione copernicana con le Sacre Scritture.

## Genesi
Poco prima del Natale del 1613, Benedetto Castelli, allievo di Galileo Galilei, era stato invitato a pranzo da Cosimo II de' Medici e Cristina di Lorena, durante il quale però era stato coinvolto in un dibattito scientifico, nello specifico dovette difendere le tesi che volevano il moto della Terra. I suoi avversari, infatti, riprendendo le Sacre Scritture, smentivano tale fatto, arroccandosi nella loro posizione aristotelica. 
Dopo l'accaduto, allora, Castelli avvisò immediatamente il suo maestro e gli chiese anche come avrebbe replicato. In poco meno di una settimana, Galileo scrisse una lettera al suo allievo, la quale poi sarebbe stata spedita anche ad altre persone.
La lettera, scritta in italiano e indirizzata a Castelli, permetteva allo scienziato fiorentino di cogliere l'occasione per proseguire nella sua opera di proselitismo. I caratteri privato e non ufficiale, infatti, gli garantivano che essa potesse girare senza l'autorizzazione della Chiesa, dato che in seguito al Concilio di Trento tutte le materie riguardanti la Bibbia la obbligarono.
La lettera, seguendo con estremo rigore gli schemi della retorica classica, mira innanzitutto a conquistarsi la benevolenza del lettore, per poi fornirgli il suo ragionamento, suddiviso in due parti: una parte generale, in cui si affronta il rapporto fra scienza e Sacre Scritture, a cui segue una seconda, la quale prende in esame il passo della Bibbia in cui Giosuè ordina al sole di fermarsi.
Secondo Galileo, la fede e la scienza devono essere slegate: le Scritture non possono darci risposte esaurienti sulla realtà circostante, cosa che può fare la scienza. Quindi ribadisce il fatto che la scienza debba essere autonoma e libera di lavorare, senza le ingerenze della Chiesa, predisponendo ambiti di lavoro sia per la fede che per la scienza. La lettera diventa così un manifesto per la libertà della ricerca scientifica.

## Dopo la lettera a Castelli
Galileo, una volta che ha mandato la lettera al suo allievo, ne manda un'altra identica anche alle autorità religiose di Roma, nello specifico a monsignor Pietro Dini. Lo scienziato gliela inviò, perché temeva che la sua lettera copernicana potesse essere stata vittima di manipolazioni maligne, per screditare lui stesso e il suo pensiero. 
La preoccupazione non era proprio infondata: qualche giorno prima un domenicano di Firenze aveva inviato a Roma un esemplare di quella lettera modificato appositamente.
Caratteristiche della lettera manomessa rispetto a quella galileiana:
- è stato manomessa l'allocuzione "loro Altezze Serenissime", eliminando il vincolo di tutela della famiglia de' Medici su Galileo
- compare il verbo pervertire al posto di adombrare; il primo mai usato da Galileo, mentre il secondo usato sia in senso letterale che figurato

Dopo la lettera indirizzata a Dini, negli stessi giorni ne inviò un'altra anche a Cristina di Lorena. Completata nel 1615, rispetto alla lettera a Castelli il testo si allunga e i temi vengono affrontati più cautamente, secondo uno stile barocco e aulico.
Sintesi dei ragionamenti trovabili:
- le Sacre Scritture si occupano di Dio e della salvezza dell'uomo e i suoi contenuti morali non vengono messi in discussione
- le verità naturali vanno ricercate attraverso un metodo che non vede l'intervento della Chiesa
- in caso di contrasto fra scienza e fede, non bisognerà modificare le tesi scientifiche, ma la Bibbia dovrà essere sottoposta una nuova interpretazione
- mostrati in via negativa che né la Bibbia che i Padri della Chiesa negano il moto della Terra